# Laura Bennett
Laura Reback Bennett (North Palm Beach, 25 aprile 1975) è una triatleta statunitense.

## Titoli
- Ironman 70.3
  - Augusta - 2009
- Campionessa statunitense di triathlon (Élite) - 2010, 2011